# Átány
Átány é um município da Hungria, situado no condado de Heves. Tem 50,44 km² de área e sua população em 2015 foi estimada em 1.490 habitantes.